# EFAF Atlantic Cup 2014
La EFAF Atlantic Cup 2014 è stata la sesta e ultima edizione dell'omonimo torneo, disputata nel 2014. È stata organizzata dalla EFAF.
Ha avuto inizio il 6 settembre e si è conclusa il giorno seguente con la finale di Bruxelles vinta per 9-7 dai belgi Brussels Tigers sugli olandesi Hilversum Hurricanes.
Al torneo hanno preso parte 4 squadre.

## Squadre partecipanti
| Club                         | Città             | Stadio | Sponsor ufficiale | Risultato nella stagione 2013            |
| ---------------------------- | ----------------- | ------ | ----------------- | ---------------------------------------- |
| Brussels Tigers              | Bruxelles         |        |                   | Campioni del Belgio                      |
| Dublin Rebels                | Dublino           |        |                   | Vicecampioni d'Irlanda                   |
| Hilversum Hurricanes         | Hilversum         |        |                   |                                          |
| Vikings de Villeneuve-d'Ascq | Villeneuve-d'Ascq |        |                   | Terzo posto in Division 3 (Poule Nord E) |

## Tabellone
|  | Semifinali                   | Semifinali                   | Semifinali           |                      |                 | Finale                       | Finale                       | Finale               |  |
|  |                              |                              |                      |                      |                 |                              |                              |                      |  |
|  | Brussels Tigers              | Brussels Tigers              | 24                   |                      |                 |                              |                              |                      |  |
|  | Brussels Tigers              | Brussels Tigers              | 24                   |                      |                 |                              |                              |                      |  |
|  | Dublin Rebels                | Dublin Rebels                | 14                   |                      |                 |                              |                              |                      |  |
|  | Dublin Rebels                | Dublin Rebels                | 14                   |                      | Brussels Tigers | Brussels Tigers              | 9                            |                      |  |
|  |                              |                              |                      |                      | Brussels Tigers | Brussels Tigers              | 9                            |                      |  |
|  |                              |                              | Hilversum Hurricanes | Hilversum Hurricanes | 7               |                              |                              |                      |  |
|  | Hilversum Hurricanes         | Hilversum Hurricanes         | Hilversum Hurricanes | Hilversum Hurricanes | 7               | 16                           |                              |                      |  |
|  | Hilversum Hurricanes         | Hilversum Hurricanes         |                      |                      |                 | 16                           |                              |                      |  |
|  | Vikings de Villeneuve-d'Ascq | Vikings de Villeneuve-d'Ascq | 13                   |                      |                 | Finale 3º - 4º posto         | Finale 3º - 4º posto         | Finale 3º - 4º posto |  |
|  | Vikings de Villeneuve-d'Ascq | Vikings de Villeneuve-d'Ascq | 13                   |                      |                 |                              |                              |                      |  |
|  |                              |                              |                      |                      |                 |                              |                              |                      |  |
|  |                              |                              |                      |                      |                 | Dublin Rebels                | Dublin Rebels                | 20                   |  |
|  |                              |                              |                      |                      |                 | Dublin Rebels                | Dublin Rebels                | 20                   |  |
|  |                              |                              |                      |                      |                 | Vikings de Villeneuve-d'Ascq | Vikings de Villeneuve-d'Ascq | 7                    |  |

## Calendario

### Semifinali
| Bruxelles 6 settembre 2014 | Brussels Tigers | 24 – 14 | Dublin Rebels |  |

| Bruxelles 6 settembre 2014 | Hilversum Hurricanes | 16 – 13 | Vikings de Villeneuve-d'Ascq |  |

### Finale 3º - 4º posto
| Bruxelles 7 settembre 2014 | Dublin Rebels | 20 – 7 | Vikings de Villeneuve-d'Ascq |  |

### Finale
| Bruxelles 7 settembre 2014 | Brussels Tigers | 9 – 7 | Hilversum Hurricanes |  |

## Classifica
La classifica finale è la seguente:
- PCT = percentuale di vittorie, G = partite giocate, V = partite vinte, P = partite perse, PF = punti fatti, PS = punti subiti
- La vittoria finale è indicata in verde

| Pos. | Squadra                      | %V    | G | V | P | PF | PS |
| ---- | ---------------------------- | ----- | - | - | - | -- | -- |
| 1    | Brussels Tigers              | 1.000 | 2 | 2 | 0 | 33 | 21 |
| 2    | Hilversum Hurricanes         | .667  | 2 | 1 | 1 | 23 | 22 |
| 3    | Dublin Rebels                | .333  | 2 | 1 | 1 | 34 | 31 |
| 4    | Vikings de Villeneuve-d'Ascq | .000  | 2 | 0 | 2 | 20 | 36 |

## Verdetti
- Brussels Tigers Vincitori della EFAF Atlantic Cup 2014